# Vari
VARI, a.s. je česká firma zabývající výrobou a prodejem malé zemědělské, komunální a zahradní techniky. Je výrobcem malotraktorů, bubnových sekaček, mulčovačů a malé komunální a zahradní techniky. Dále je dovozcem štípačů dřeva, elektrických motorových pil, tlakových myček, sekaček a rotačních kypřičů.

## Historie

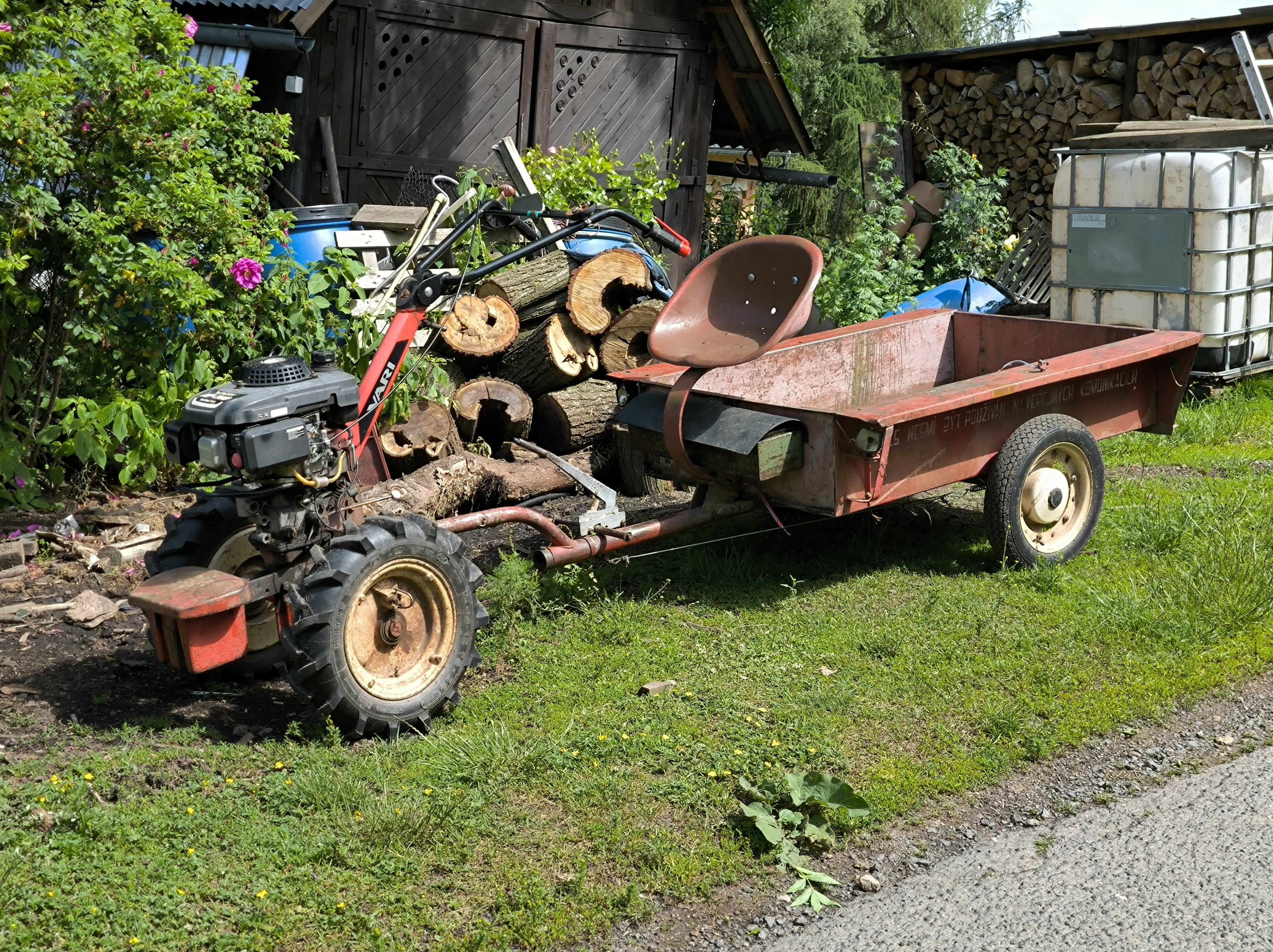
jednoosý malotraktor VARI s návěsem N-3,5

Počátky podniku sahají až do roku 1912, kdy převzal na základě živnostenského listu kovářskou a podkovářskou živnost Antonín Jelínek z Pátku u Poděbrad, který opravoval i vyráběl hospodářské stroje. Počátkem roku 1969 podnik uzavřel smlouvu s firmou Gutbrod o koupi licence na výrobu stavebnicového systému malé zemědělské techniky Terra. Systém byl kombinován z výrobků pocházejících z Československa a Maďarska. Kromě produkce pro domácí trh zajišťovala firma Motokov export.
Po ukončení licence s firmou Gutbrod v polovině 80. let došlo k malým úpravám systému a modernizovaná verze Terry se začala prodávat pod značkou VARI systém, jenž ale zůstal kombinovatelný se svým předchůdcem.
Po roce 1989 se firma přetransformovala na akciovou společnost Mepol a v roce 1992 byla privatizována. Spolu s firmou Motor Jikov České Budějovice byl v roce 1996 založen společný podnik Vari a.s., společný podnik ukončil činnost v roce 1998 a začal fungovat samostatně. V roce 1999 firma expandovala do Uzbekistánu, v roce 2006 vyvinula vlastní stroj na obdělávání rýžových polí a začala ho exportovat do Ghany a Vietnamu. V roce 2009 se firma zaměřila na podporu obcí ve středních Čechách pod heslem Vize z krize.
V roce 2007 firma získala 2. místo mezi středními firmami v ocenění Exportní cena DHL.